# Réaction de Wittig
La réaction de Wittig est un cas particulier des additions nucléophiles. Il s'agit de l'addition d'un ylure de phosphore (phosphorane) (souvent appelé réactif de Wittig) sur un composé carbonylé (aldéhydes et cétones) pour former des composés éthyléniques (éthylène substitué).
Georg Wittig a reçu en 1979 le prix Nobel de chimie pour la découverte de cette nouvelle méthode de synthèse d'alcènes.

## Réaction
Cette réaction est ainsi très utilisée en synthèse organique pour former des dérivés éthyléniques peu substitués, difficile à former par des réactions d'élimination, qui forment majoritairement les composés les plus substitués.
Elle a de plus un très bon rendement, qu'on peut expliquer thermodynamiquement par la formation de l'oxyde de triphénylphosphine qui possède une liaison P=O très forte (de l'ordre de 535 kJ·mol-1).
On notera par la suite la partie triphénylphosphine -P(C6H5)3 pour cette molécule ainsi que pour toutes celles qui possèdent cette partie.
Cette réaction permet, en outre, la formation – alors impossible ou donnant lieu à des réactions parasites – d'alcènes, à partir de composés où la liaison double C=O est conjuguée avec des liaisons carbone-carbone doubles ou triples, ou encore fait partie d'un groupe fonctionnel de type ester.

## Mise en œuvre

### Préparation du sel de phosphonium
Ce sel, ABCHP+(C6H5)3X−, est obtenu par substitution nucléophile de la triphénylphosphine sur un dérivé halogéné.
Cette réaction est assez facile grâce à la forte nucléophilie du phosphore.

### Préparation de l'ylure de phosphore
Il s'agit en fait de l'élimination de l'hydrogène lié au carbone alpha de l'atome de phosphore grâce à une base (forte).
La formation de l'ylure nécessite souvent l'utilisation d'une base très forte, de type organolithien, ion amidure RNH- ou hydrure H−.
Cependant, si la chaîne carbonée possède un groupe ayant un effet mésomère attracteur (ex. : =O), stabilisant l'ylure en permettant la délocalisation du doublet porté par le carbone, une base moins forte (OH− ou alcoolate RO−) peut être utilisée.

### Addition nucléophile
Cette addition a un mécanisme assez complexe en trois étapes.
Pour des raisons de facilité, nous partirons de la forme mésomère de l'ylure de phosphore où la liaison C=P double est transformée en liaison simple polarisée.
La première étape de cette addition, aussi étape cinétiquement déterminante (limitante), est l'addition nucléophile de l'ylure de phosphore sur la liaison double C=O, qui produit un composé appelé bétaïne de phosphore.
Cette bétaïne de phosphore se cyclise alors pour donner un composé, appelé oxaphosphéthane, qui va à nouveau se réarranger pour former l'alcène et l'oxyde de triphénylphosphine.
Cependant ce mécanisme est contesté pour les « Wittig non stabilisées ». L'autre mécanisme proposé est l'attaque concertée de la double liaison C=P sur la double liaison C=O (les doubles liaisons s'approchant l'une de l'autre à angle droit, les orbitales pi orientées l'une vers l'autre).
Ce mécanisme permet d'expliquer que les ylures stabilisés donnent l'oléfine E et les non-stabilisés donnent l'oléfine Z.